# Dánae (Tintoretto)
Dánae es un cuadro del pintor del Renacimiento italiano Tintoretto, realizado en 1570, que se encuentra en el Museo de Bellas Artes de Lyon, Francia. La obra  perteneció a la colección de los duques de Buckingham durante el siglo XVII. Posteriormente perteneció a la colección de Fernando III de Habsburgo, siendo adquirido en 1811 por el estado francés.

## El tema
La imagen se inspira en el episodio narrado en Las metamorfosis de Ovidio entre otras obras. El padre de Dánae, Acrisio, el rey de Argos, después de escuchar la profecía del oráculo de Delfos, en la que se indicaba que su muerte la causaría su nieto, encerró a su hija en la torre de un castillo, (o cámara de bronce según Apolodoro) para protegerse contra el destino. La estratagema de Acrisio no funcionó, pues Zeus fecundó a Dánae en la torre en forma de monedas de oro. De esta unión nacería Perseo, quien en su juventud mataría accidentalmente a su abuelo, como predijo la profecía.

## Descripción de la obra

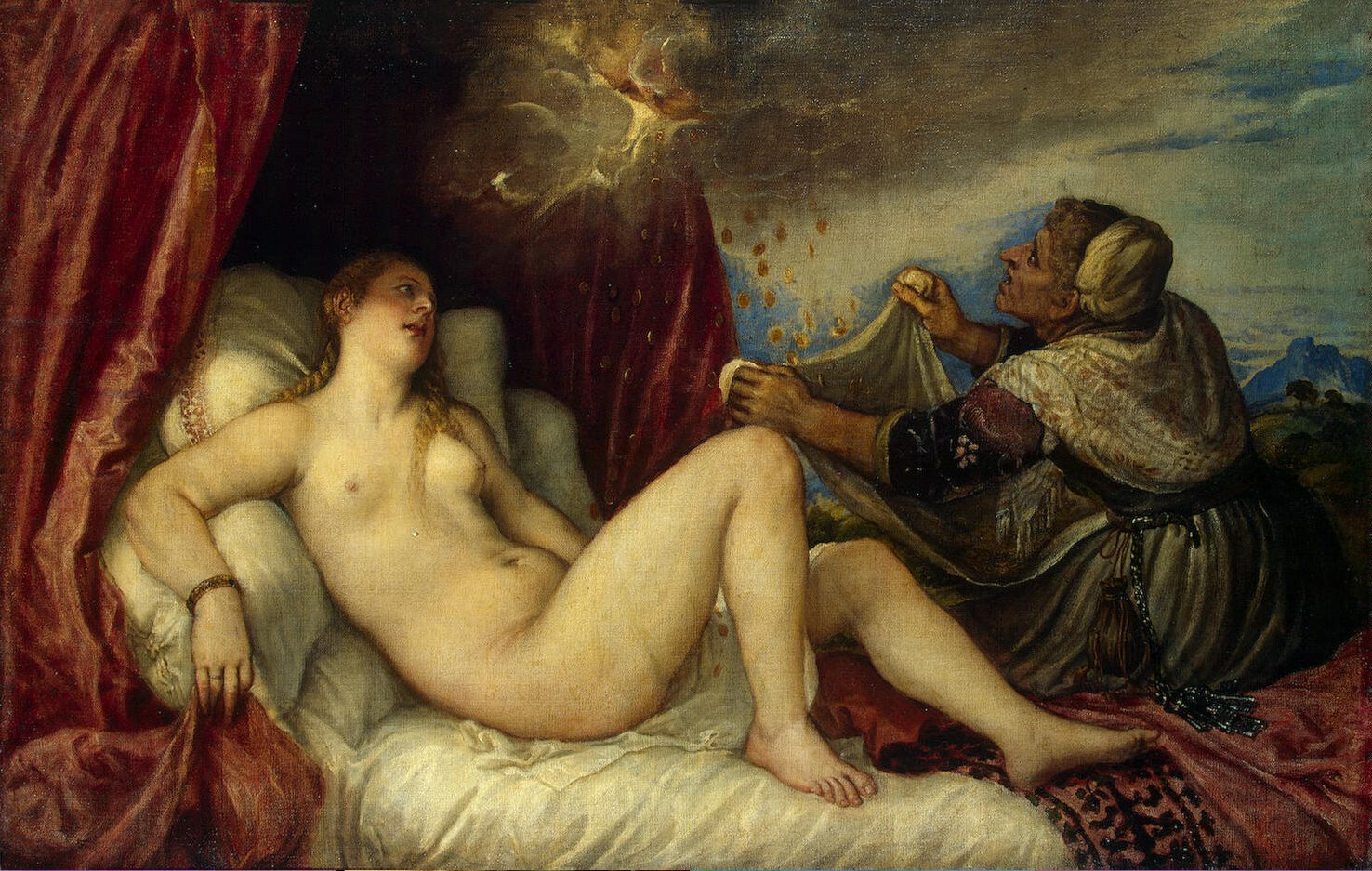
Dánae, 1554, Tiziano, Museo del Hermitage.

Tintoretto se acercó al tema de forma algo diferente a otros artistas que le precedieron. Dánae, según la tradición, se presenta desnuda, tendida sobre una cama. Al igual que la Dánae de Tiziano (versión del Hermitage de San Petersburgo), participa en la escena una criada mientras del cielo caen monedas de oro. Y aquí acaban las semejanzas.
En el cuadro de Tintoretto la actitud no es nada poética, como una prostituta codiciosa, Dánae (el pintor usó a Veronica Franco, poetisa y cortesana veneciana como modelo) se centra en una tarea específica: contar el dinero que cae, mientras su joven sirvienta le ayuda en su recogida. Un elemento sorprendente de la obra es el perro dormido de la esquina inferior izquierda, tradicionalmente, símbolo de la fidelidad conyugal, como por ejemplo en el Retrato de Giovanni Arnolfini y su esposa de Jan van Eyck. En la imagen, donde Zeus comete adulterio con la mujer, el perro tiene un tono algo irónico.
Tintoretto recurrió frecuentemente al arquetipo femenino de mujer rubia, en sus obras mitológicas y del Antiguo Testamento, como puede observarse en este cuadro.

## Fuente
- Esta obra contiene una traducción  derivada de «Danae (obraz Tintoretta)» de Wikipedia en polaco, publicada por sus editores bajo la Licencia de documentación libre de GNU y la Licencia Creative Commons Atribución-CompartirIgual 4.0 Internacional.

- Datos: Q3013303
- Multimedia: Danae by Jacopo Tintoretto / Q3013303